# 小行星16516
小行星16516（16516 Efremlevitan）是一颗绕太阳运转的小行星，为主小行星带小行星。该小行星于1990年11月发现。

## 轨道参数
小行星16516的轨道半长轴为342 151 940 km（2.2871119 UA），离心率为0.154。